# Batalla de Prome (1942)
La batalla de Prome va tenir lloc durant la conquesta japonesa de Birmània. El generalíssim de la Xina, Chiang Kai-shek, creia: "Mentre els britànics tinguin Prome, nosaltres tenim Toungoo".

## Fons
El Japó va envair Birmània el desembre de 1941. Primer, l'aeròdrom de la ciutat de Tavoy va ser bombardejat pels japonesos. Poc després, els japonesos van envair Victoria's Point, i lentament van començar a acumular forces. El 14 de gener de 1942, les forces japoneses van avançar cap a Birmània.
Després de la pèrdua a Toungoo, els aliats restants van dividir la terra, i cadascun va defensar la seva pròpia ciutat. El Raj britànic i la Birmània britànica van aconseguir Prome, mentre que les forces xineses van anar a la propera Shwedaung.

## La batalla
Després d'una victòria a Shwedaung, els japonesos van començar a disparar contra Prome la nit del 30 de març. Malgrat que les forces britàniques van causar baixes importants, es van retirar a Allanmyo el 2 d'abril.